# Örebro Aftonblad
Örebro Aftonblad var en dagstidning utgiven från 22 december 1843, provnummer och sedan 5 januari till 6 september 1844. Osäker utgivningsperiod.
Utgivningsbevis för tidningen utfärdades för boktryckaren Carl Johan Humble 4 januari 1844. Tidningens redaktör var före detta studenten av Norrlands nation i Lund Lars Hwasser (sign. -ss- o. H- r). Det är obekant om fler nummer av tidningen har utkommit. På C. J. Humbles förlag utgavs 1848 två nummer av Tills Widare 17 januari och 27 januari 1848 , tryckt i Eskilstuna hos P. Larsson  med uppgift, att denna tidning tills vidare  skulle utgivas 1 gång i veckan tisdagar i stället för Örebro Aftonblad. Inget utgivningsbevis finns utfärdat för tidningen, ej heller finns  i Kungliga biblioteket mer än de nämnda två numren. Tidningen Örebro Aftonblad kom ut fredagar med 4 sidor i folio och tre spalter i litet format 30 x 22 cm till priset 3 riksdaler banco. Tidningen trycktes med antikva och frakturstil hos  boktryckaren  C. J. Humble.